# هوهانس داوتیان (هنرپیشه)
هُوْهانِس داوتیان (ارمنی: Հովհաննես Դավթյան؛ زاده ۹ ژانویه ۱۹۸۵) یک بازیگر اهل ارمنستان است. وی از سال ۲۰۰۴ تا کنون مشغول فعالیت بوده‌است.

## گزیده فیلم‌شناسی
از فیلم و مجموعه‌هایی که وی در آن نقش آفرینی کرده است می‌توان به دومینو اشاره کرد.